# Distretto di Cottbus
Il distretto di Cottbus (Bezirk Cottbus) era uno dei 14 distretti in cui era divisa la Repubblica Democratica Tedesca, esistito dal 1952 al 1990. 
Capoluogo era la città di Cottbus.

## Storia
Il distretto di Cottbus fu istituito il 25 luglio 1952 nell'ambito della nuova suddivisione amministrativa della Repubblica Democratica Tedesca (i nuovi distretti sostituivano gli stati federali).
Il distretto fu ricavato dalla parte meridionale dello stato del Brandeburgo e i circondari di Jessen, Herzberg e Bad Liebenwerda, che in precedenza erano parte della Sassonia-Anhalt.
Quando nel 1990 i territori dell'ex RDT aderirono alla RFT, i distretti della RDT vennero sciolti e la gran parte del territorio del distretto di Cottbus entrò a far parte del Brandeburgo, ad eccezione dei circondari di Hoyerswerda e Weißwasser che, tramite referendum, furono incorporati dalla Sassonia, mentre il circondario di Jessen dalla Sassonia-Anhalt.

## Suddivisione amministrativa
Il distretto di Cottbus comprendeva un circondario urbano (Stadtkreis) e 14 circondari (Landkreise):
- Circondari urbani
  - Cottbus (dal 1º marzo 1954)
- Circondari
  - Bad Liebenwerda
  - Calau (in sorbo Wokrejs Kalawa)
  - Cottbus-Land (in sorbo Wokrejs Chośebuz)
  - Finsterwalde
  - Forst (in sorbo Wokrejs Baršć)
  - Guben (in sorbo Wokrejs Gubin)
  - Herzberg
  - Hoyerswerda (in sorbo Wokrjes Wojerecy)
  - Jessen
  - Luckau
  - Lübben (in sorbo Wokrejs Lubin)
  - Senftenberg (in sorbo Wokrejs Zły Komorow)
  - Spremberg (in sorbo Wokrejs Grodk)
  - Weißwasser (in sorbo Wokrjes Běła Woda)

## Presidenti del consiglio distrettuale (Vorsitzende des Rates des Bezirkes)
- Werner Manneberg (1952–1959)
- Heinz Krüger (1959–1962)
- Rudolf Müller (1962)
- Hans Schmidt (1962–1971)
- Irma Uschkamp (1971–1989)
- Peter Siegesmund (1989–1990)
- Karl-Heinz Kretschmer (1990)

## Primi segretari della sezione distrettuale della SED (Erste Sekretäre der SED-Bezirksleitung)
- Franz Bruk (1952–1953)
- Albert Stief (1953–1969)
- Werner Walde (1969–1989)
- Wolfgang Thiel (1989–1990)